# Кастелар
 Тази статия е за града в Аржентина.  За селото в Италия вижте Кастелар (Италия).  
Кастелар (на испански: Castelar) е град в Аржентина, провинция Буенос Айрес. Намира се на 30 km западно от центъра на град Буенос Айрес. Населението на Кастелар е около 104 000 души (2001).

## Личности
Родени
- Клаудио Борхи (р. 1964), футболист

1. ↑  www.moron.gob.ar
2. ↑  www.estadistica.ec.gba.gov.ar